# 燃灯会
燃灯会（韩语：／ Yeondeunghoe）是朝鲜半岛地区於佛誕舉行的一项传统燈節，最早起源于新罗年间，用以庆祝释加牟尼的诞辰。現時韓國定于每年的农历四月初八前的周末。

## 历史
有关燃灯会最早的书面记载见于《三国史记·感通篇》中新罗年间景文王六年（866年），当时的燃灯会因为中国元宵节的缘故，而在正月十五的上元节时举行。后燕山君时期，因推行抑佛政策使得汉阳都城里的寺庙全部关闭，僧人也只准在四月初八这天出入都城。因而到了四月初八，民众会前往城外拜佛，并攀山观灯。1975年，韩国政府将四月初八指定为公休日。2018年4月2日，文化財廳宣布对燃灯会申请非物质文化遗产。

## 习俗

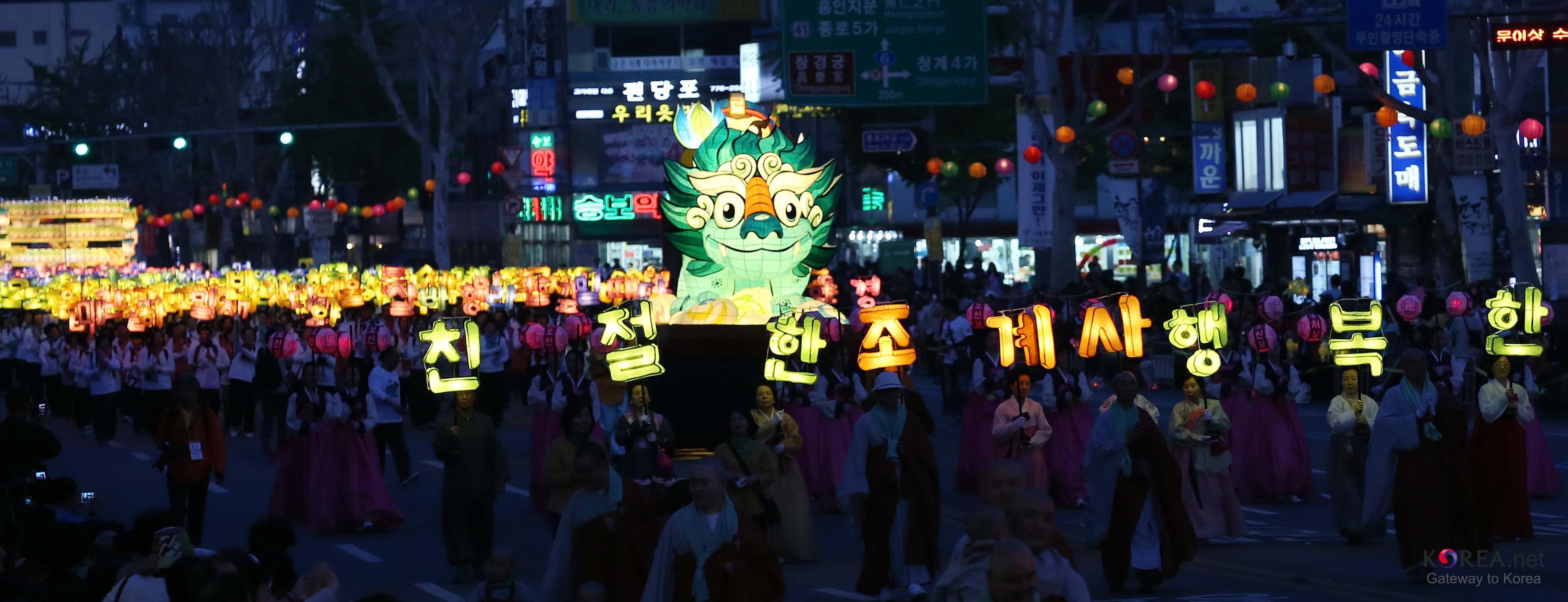
2013年的燃灯会

朝鲜时期的燃灯会期间，人们会用一捆竹竿做成灯架，顶端饰以五色绸缎做成彩旗。百姓家里还会按照子女的数量来挂灯，一直挂到初九。1996年起，以曹溪宗为首的佛教教团在燃灯会期间开始举办游行、燃灯庆典等活动，以庆祝释加牟尼的诞辰，燃灯节也成了韩国最盛大的佛教节日。
到了2017年，燃灯会的相关庆典活动持续了一整月，但其中最为热闹的庆祝集中在4月28日至30日。截至该年，燃灯会是吸引外国游客最多的韩国节日，有超30万韩国人、3万外国游客参与了庆祝活动，其中5万余人参与了制灯。2018年，游行期间展出的灯超过了10万盏。2020年，燃燈會被聯合國教科文組織列入《人類非物質文化遺產代表名錄》。